# Villamoros de Mansilla
Villamoros de Mansilla es una localidad española que forma parte del municipio de Mansilla Mayor, en la provincia de León, comunidad autónoma de Castilla y León.

## Geografía

### Ubicación
| Noroeste: Puente Villarente | Norte: Villarente   | Noreste: Villafañe   |
| Oeste: Marne                |                     | Este: Villasabariego |
| Suroeste Nogales            | Sur: Mansilla Mayor | Sureste: Villafalé   |

## Demografía
Evolución de la población
| Gráfica de evolución demográfica de Villamoros de Mansilla entre 2000 y 2017 |
|                                                                              |
| Población de derecho (2000-2017) según el padrón municipal del INE           |